# بنية الجين
تُعرّف بنية الجين أو بنية المورثة بأنها تنظيم العناصر المتسلسلة الخاصة ضمن الجين. تحمل الجينات المعلومات الضروريةً للخلايا الحية لتستمر وتتكاثر، وتتكون في أغلب الكائنات الحية من الحمض النووي الريبوزي منقوص الأكسجين (الدنا)، إذ يحدد التسلسل الخاص للدنا وظيفة الجين. يُنسخ الجين من شريط الدنا إلى الحمض النووي الريبوزي (الرنا) الذي قد يكون غير مُشفِّر (رنا غير مشفر) يملك وظيفةً مباشرةً، أو يكون رسولًا وسيطًا (رنا رسول) يُترجم لاحقًا إلى بروتين. تُضبط كل خطوة مما سبق بعناصر أو مناطق محددة من التسلسل الجيني، وبالتالي يحتاج كل جين إلى عناصر متسلسلة متعددة ليصبح وظيفيًا، وهذا يشمل التسلسل المشفر للبروتين الوظيفي أو الرنا غير المشفر أو مناطق التسلسل المنظم المتعددة. قد تكون هذه المناطق قصيرةً لا تتعدى القليل من الأزواج القاعدية، أو تمتد على طول الآلاف منها.
تتشابه بدائيات النوى وحقيقيات النوى في الكثير من الخصائص البنيوية الجينية، وتعود هذه العناصر المشتركة بينها أساسًا إلى السلف المشترك للحياة الخلوية في العضويات منذ ما يزيد على ملياري سنة. تعكس الاختلافات الرئيسة بين بدائيات وحقيقيات النوى في البنية الجينية عملية النسخ وآلية الترجمة الجينية المتشعبة. يُعد فهم البينة الجينية أساسيًا لفهم عملية تذييل الجين والتعبير عنه ووظيفته ضمن الخلية.

## الخصائص العامة
تشمل بنية المورثات في حقيقيات وبدائيات النوى عناصر متسلسلة متداخلة تملك كل منها وظيفةً محددة في عملية التعبير الجيني متعددة الخطوات. يتنوع طول العناصر وتسلسلها لكن أغلب الجينات تشترك في ذات الوظائف العامة. يملك الدنا شريطين من الجزيئات، لكن أحدهما فقط يشفر المعلومات التي يقرؤها إنزيم رنا بوليميراز لينتج الرنا الرسول المشفر للبروتينات أو الرنا غير المشفر. يمتد هذا الشريط «المُشفِّر» أو «المُعبِّر» في الاتجاه 5' إلى 3'. تشير هذه الأرقام إلى ذرات الكربون المشكلة لأساس سكر الريبوز، وبالتالي يظهر قالب القراءة المفتوح (أو آر إف) للمورثة بشكل موجه يشير إلى جهة قراءة الشريط المعبر.
تتوضع التسلسلات الجينية المنظمة على طرفي الجين، وقد تكون هذه المناطق المتسلسلة مجاورةً لمنطقة النسخ (منطقة التحفيز) أو تنفصل عنها بالكثير من الكيلوبازات (التي تشمل مناطق معززة وكاتمة). يقع المحفز على الطرف 5' من الجين ويشمل تسلسلًا محفزًا أساسيًا وتسلسلًا محفزًا دانيًا. يمثل المحفز الأساسي بداية موقع النسخ حيث يرتبط إنزيم رنا بوليميراز والبروتينات الأخرى الضرورية لنسخ الدنا والرنا. ترتبط منطقة المحفز الدانية إلى عوامل النسخ التي تعدل ألفة المحفز الأساسي للرنا بوليميراز. قد تُنظم الجينات بعدة تسلسلات تعزيز وكتم مورثي تعدل أيضًا نشاط المناطق المحفزة عبر ارتباطها ببروتينات التنشيط أو التثبيط. قد تتوضع المعززات والكاتمات في أماكن بعيدة عن الجين يفصلها عنه آلاف الأزواج القاعدية، وبالتالي ينظم ارتباط عوامل النسخ المختلفة معدل بدء النسخ في تواقيت وخلايا مختلفة.
قد تتداخل العناصر المنظمة مع بعضها، ويمكن أن يتفاعل أحد أقسام الدنا مع العديد من المنشطات والمثبطات المتنافسة ومع إنزيم رنا بوليميراز، ومثال ذلك ارتباط بعض البروتينات المثبطة مع المحفز الأساسي لمنع ارتباط إنزيم بوليميراز في موقعه. يُعرف معدل النسخ بناتج جميع العناصر التي يحويها الجين في الجينات الحاملة لتسلسلات منظمة متعددة. يسبب ربط المنشطات والمثبطات مع هذه التسلسلات المنظمة تأثيرًا تشاركيًا على بدء الانتساخ.
رغم استخدام جميع العضويات كلا من منشطات ومثبطات الانتساخ، يمكننا القول أن حقيقيات النوى لا تستخدمها في الحالة الطبيعية (متوقفة افتراضيًا) على عكس بدائيات النوى (فعالة افتراضيًا). عادةً ما يحتاج المحفز الأساسي لجينات حقيقيات النوى إلى تنشيط إضافي عبر عناصر محفزة ليحدث التعبير المورثي، بينما يكتفي المحفز الأساسي في بدائيات النوى بعناصره الخاصة ليحدث تعبيرًا جينيًا قويًا في عملية تنظمها المثبطات المورثية.
تحدث مرحلة أخرى من التنظيم تخص الجينات المشفرة للبروتينات بعد معالجة الرنا الرسول لتحضيره للترجمة إلى بروتين. تمثل المسافة الممتدة بين كودون البدء وكودون التوقف المنطقة الوحيدة المشفرة للناتج البروتيني النهائي. تحوي المناطق غير المترجمة المجاورة (يو تي آر إس) تسلسلًا انتهائيًا يمثل نقطة انتهاء عملية الترجمة وتحرير رنا بوليميراز. ترتبط هذه المنطقة في الجهة 5' مع خيط من الحموض الأمينية التي تنطوي لتشكل المنتج البروتيني النهائي. عندما يكون الجين خاصًا بالرنا غير المُشفِّر، لا يُترجم الرنا إلى بروتين بل ينطوي مباشرةً ليصبح وظيفيًا.

## حقيقيات النوى
تحمل بنية جينات حقيقيات النوى خصائص غير موجودة في بدائيات النوى. تتعلق أغلب هذه الميزات بتعديل الرنا الرسول الأولي التالي للانتساخ لإنتاج رنا رسول ناضج جاهز للترجمة إلى بروتين. تمتلك جينات حقيقيات النوى عناصر تنظيمية أكثر من بدائيات النوى لضبط التعبير الجيني، وهذا ينطبق خصوصًا على حقيقيات النوى عديدات الخلايا مثل البشر، إذ يتنوع التعبير الجيني كثيرًا بين الأنسجة المختلفة.
تحمل بنية جينات حقيقيات النوى ميزةً أساسيةً تتمثل بانقسام نسخها عادةً إلى إنترونات وإكسونات. تبقى مناطق الإكسونات في جزيئات الرنا الرسول الناضج النهائي، بينما تزول الإنترونات (تُقص) خلال المعالجة التالية للنسخ. في الحقيقة، يمكن أن نعد مناطق الإنترونات الجينية أطول من الإكسونات، وعندما تتصل الإكسونات معًا تشكل منطقة تشفير بروتينية مستمرة مفردة دون أن تترك أثرًا لمنطقة الالتصاق بينها. خلال عملية المعالجة التالية للانتساخ، يُضاف نكليوتيد قبعة الطرف في الجهة 5' إلى بداية الرنا الرسول ويُضاف تذييل بعديد الأدينيلات إلى نهايته. تؤدي هذه الإضافات إلى استقرار الرنا الرسول وتوجه ناقله من النواة إلى السيتوبلازما، مع الإشارة إلى أن هاتين الميزتين غير مشفرتين في بنية الجين.

## بدائيات النوى
يختلف التنظيم الكلي لجينات بدائيات النوى كثيرًا عن حقيقيات النوى. إن الاختلاف الأوضح هنا تجمع قالب القراءة المفتوح الخاص ببدائيات النوى ضمن مشغل متعدد المقارين تضبطه مجموعة مشتركة من التسلسلات المنظمة. تُنسخ جميع هذه القوالب على ذات الرنا الرسول وبالتالي تخضع للتنظيم المشترك وتفيد في وظائف أخرى مرتبطة.
يملك كل قالب قراءة مفتوح عادةً موقع ربط ريبوزومي خاصًا به، وبالتالي تترجم الريبوزومات هذه القوالب على ذات الرنا الرسول في ذات الوقت. تحمل بعض المشغلات أزواجًا خاصةً بالترجمة ترتبط فيها معدلات ترجمة القوالب المتعددة ضمن المشغل، وقد يحدث هذا عند بقاء الريبوزوم متصلًا مع نهاية قالب القراءة المفتوح ويتغير موضعه ببساطة طوليًا نحو القالب التالي دون الحاجة إلى موقع ربط جديد. يمكن ملاحظة الازدواج الخاص بالترجمة عندما يؤثر القالب على إمكانية الوصول إلى موقع الربط الريبوزومي التالي عبر تغيرات في البنية الثانوية لشريط الرنا. لا يمكن الحصول على قوالب متعددة على رنا رسول واحد إلا في بدائيات النوى لأن انتساخها وترجمتها يحدثان في ذات الوقت وفي ذات الموقع داخل الخلوي.
يُعد تسلسل المشغل المجاور للمحفز العنصر التنظيمي الأساسي في بدائيات النوى. ترتبط البروتينات المثبطة مع تسلسل المشغل فيزيائيًا مانعةً ارتباط رنا بوليميراز وبالتالي توقف عملية النسخ. تمثل الريبوسويتشات عنصرًا منظمًا مهمًا آخر يوجد عادةً في المناطق غير المترجمة في جينات بدائيات النوى. يبدل هذا التسلسل بين البنى الثانوية البديلة في الرنا اعتمادًا على تركيز المستقلبات الأساسية. تحصر هذه البنى الثانوية مناطق التسلسل المهمة مثل موقع ربط الريبوزوم أو تكشفها. تُعد الإنترونات نادرة الوجود في مورثات بدائيات النوى وبالتالي لا تؤدي دورًا مهمًا في تنظيم عملها.